# Robert Drews
Robert Drews (ur. 4 listopada 1860 w Bartoszycach, zm. 27 września 1947 w Berlinie) – niemiecki duchowny baptystyczny, prezes Unii Zborów Baptystów Języka Niemieckiego w Polsce.

## Życiorys
W 1888 ukończył baptystyczne seminarium teologiczne w Hamburgu. W 1890 został w Królewcu ordynowany na duchownego. Pracował jako pastor w Halle i w Strzyżewie, zaś w latach 1906-1946 w Poznaniu. W okresie międzywojennym był przewodniczącym Zjednoczenia Wielkopolskiego (odpowiednik diecezji obejmujący województwo wielkopolskie i pomorskie Unii Zborów Baptystów Języka Niemieckiego.
W latach 1931–1939 pełnił funkcję prezesa Unii Zborów Baptystów Języka Niemieckiego w Polsce.

## Literatura
Drews Robert, [w:] Kto był kim w Drugiej Rzeczypospolitej, red. Jacek M. Majchrowski, Warszawa 1994 ISBN 83-7066-569-1, s. 187.